# Bảng giá trị nghiệm sôi và lạnh của các dung môi
| Dung môi           | Nhiệt độ sôi (°C) | Ks(kg°C/mol) | Nhiệt đông đặc (°C) | Kđ (kg°C/mol) | Nguồn   |
| ------------------ | ----------------- | ------------ | ------------------- | ------------- | ------- |
| Aniline            | 184.3             | 3.69         | –5.96               | –5.87         | Ks & Kđ |
| Axit axetic        | 118.1             | 3.07         | 16.6                | –3.90         | Ks Kđ   |
| Axit formic        | 101.0             | 2.4          | 8.0                 | –2.77         | Ks & Kđ |
| Axit lauric        | 298.9             |              | 44                  | –2.8          |         |
| Axeton             | 56.2              | 2.67         | –94.8               |               | Ks      |
| Benzene            | 80.1              | 2.65         | 5.5                 | –4.90         | Ks & Kđ |
| Bromobenzene       | 156.0             | 6.26         |                     |               |         |
| Camphor            | 204.0             | 5.95         | 179                 | –40           | Kđ      |
| Carbon disulfua    | 46.2              | 2.34         | –111.5              | –3.83         |         |
| Carbon tetraclorua | 76.8              | 4.88         | –22.8               | –29.8         | Ks & Kđ |
| Chloroform         | 61.2              | 3.88         | –63.5               | –4.90         | Ks & Kđ |
| Cyclohexan         | 80.74             | 2.79         | 6.55                | –20.2         |         |
| Diethyl ether      | 34.5              | 2.16         | –116.2              | –1.79         | Ks & Kđ |
| Ethanol            | 78.4              | 1.19         | –114.6              | –1.99         | Ks      |
| Ethylene dibromua  | 130.0             | 6.43         | 9.974               | –12.5         | Ks & Kđ |
| Naphthalene        | 217.9             |              | 80.2                | –6.80         |         |
| Nitrobenzene       | 210.8             | 5.24         | 5.7                 | –7.00         |         |
| Nước               | 100.00            | 0.52         | 0.0                 | –1.86         | Ks & Kđ |
| Phenol             | 181.75            | 3.60         | 43.0                | –7.27         | Kđ Ks   |